# Firefly (foguete)

Firefly-α

O Firefly é um pequeno veículo de lançamento orbital estadunidense de combustível líquido que atualmente encontra-se em um estágio de desenvolvimento pela empresa Firefly Space Systems. Ambas as fases serão abastecidas por metano e oxigênio líquido.

## Características técnicas

### Firefly-α
O veículo Firefly-α (Firefly Alpha) básico é capaz de transportar até 400 kg de carga útil para a órbita terrestre baixa.

### Firefly-β

Firefly-β

O Firefly-β (Firefly Beta) atualizado, a ser introduzido em uma data posterior, usa dois foguetes auxiliares.

## Lançamentos
O primeiro teste de lançamento do veículo está previsto para acontecer em 2017. A Firefly já teria assinado um contrato inicial de lançamento com um cliente não identificado para quatro lançamentos. Um local de lançamento para o veículo ainda não foi escolhido.